# L'Île des lépreux
L'Île des lépreux (The House of pride and other tales of Hawaii) est un recueil de nouvelles de Jack London, publié en 1912.

## Historique
La plupart des nouvelles ont fait l'objet d'une publication antérieure dans des périodiques avant mars 1912.

## Les nouvelles
L'édition de  The Macmillan Co de mars 1912 comprend six nouvelles:
- L’Édifice d’orgueil (The House of Pride)
- Koolau le lépreux (Koolau the Leper)
- Adieu, Jack ! (Good-Bye, Jack!)
- Aloha Oe (Aloha Oe)
- Fumée d’Hawaï (Chun Ah Chun)
- Le Shérif de Kona (The Sheriff of Kona)

## Éditions

### Éditions en anglais
- The House of pride and other tales of Hawaii, un volume chez  The Macmillan Co, New York, mars 1912.

### Traductions en français
- Chun-Ah-Chun, traduction de Louis Postif, Paris, Hachette, coll. « Les Meilleurs romans étrangers », 1940.
- L'Île des lépreux, traduction de Louis Postif, U.G.E., 1979.
- Histoires des îles, traduction de Louis Postif, revue et complétée par Frédéric Klein, Phébus, 2007.

## Source
- http://www.jack-london.fr/bibliographie